# Пасленк
Па́сленк (пол. Pasłęk), Пройссиш-Холланд (нем. Preußisch Holland) — город в Польше, входит в Варминьско-Мазурское воеводство, Эльблонгский повят. Имеет статус городско-сельской гмины. Занимает площадь 10,63 км². Население — 12 298 человек (на 2018 год).

## История
В 1288 году ландмейстер Пруссии Майнхард фон Кверфурт пригласил в эту местность голландских мастеров для строительства дамб в дельте Вислы. Голландцев поселили в районе орденского укрепления (вокруг которого уже существовал небольшой посёлок). Поселение получило название нем. Holland, трансформировавшееся в дальнейшем в нем. Preußisch Holland (то есть Прусская Голландия). Уже в 1297 году Майнхард фон Кверфурт вручает поселению грамоту с подтверждением дарованного ему Кульмского городского права. Грамота утверждала название города, права и привилегии горожан. В городе Орден построил крепость и окружил городские кварталы крепостной стеной, сделав тем самым город одной из самых сильных крепостей в этом районе Вислы.
В 1410 году занят польскими войсками, но комтуру Рагнита Хельфриху фон Драхе удалось отбить город. В 1414 году благодаря сильным укреплениям Пройссиш-Холланд смог отразить нападение Ягайло. Один из городов-основателей Прусского союза в 1440 году. В период Тринадцатилетней войны 1454—1466 годов Верховный госпитальер Генрих Рейсс фон Плауэн после недельной осады сдал город 17 февраля 1454 года в обмен на право свободного отхода. Попытка отвоевания в 1463 году оказалась безуспешной. По Торуньскому миру остался в составе орденского государства. Сюда переехала резиденция комтура из утраченного Эльбинга. С 1501 года — резиденция фогта.
Осажден восьмитысячным отрядом польских войск в 1521 году. Несмотря на ожесточенный обстрел, значительного ущерба городу нанести не удалось. Лишь во время повторной осады, перебросив тяжелую артиллерию из Кракова, поляки пробили брешь в городской стене и заставили капитулировать Пройссиш-Холланд. По настоянию городского совета Эльбинга замок был разрушен.

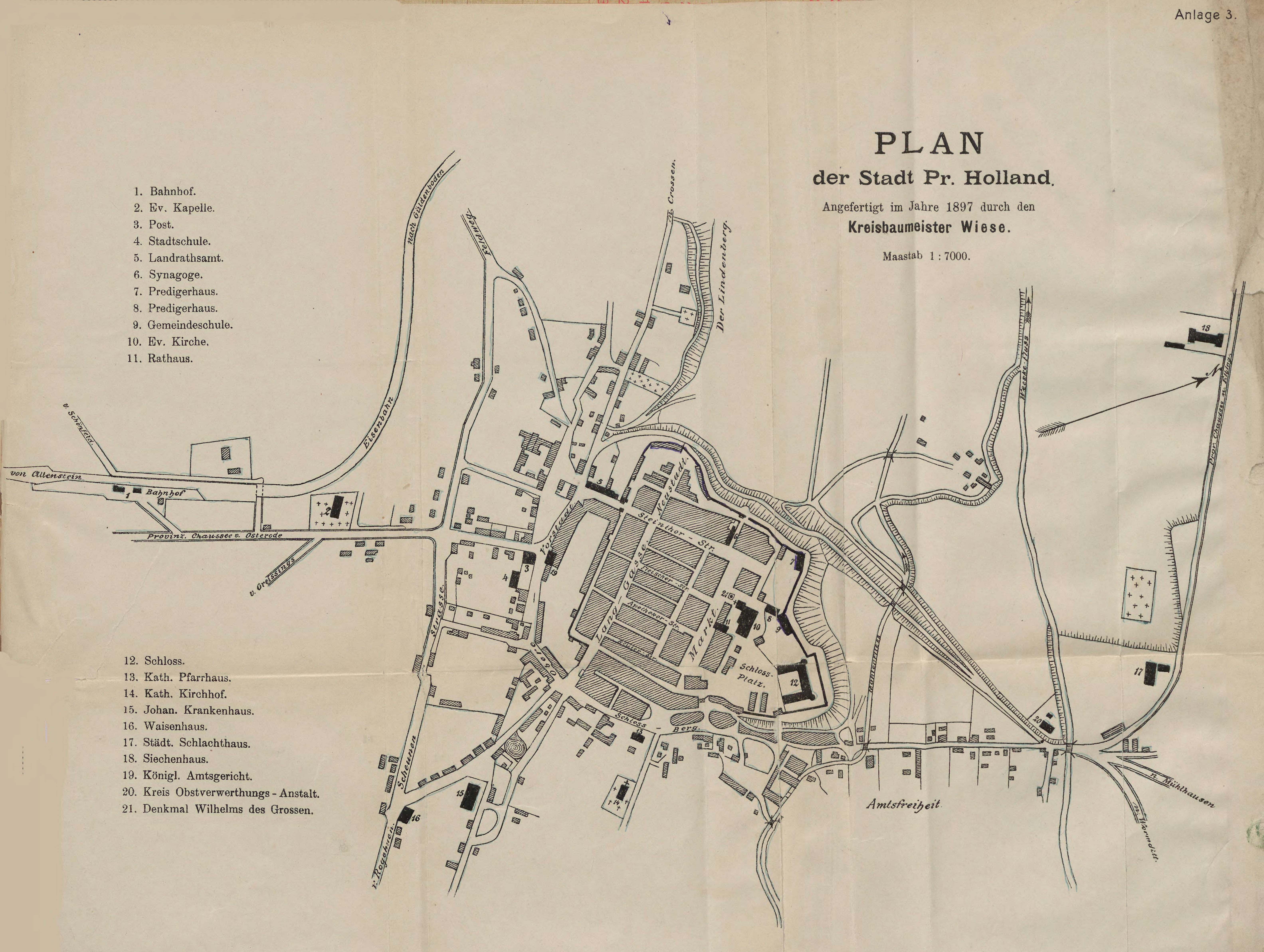
Plan der Stadt Preußisch Holland

Чтобы помочь городу справиться с разрушениями военного времени, герцог Альбрехт в 1533 году даровал ему привилегию проводить ярмарку три раза в год и два рыночных дня в неделю. В 1534 году здесь открыли латинскую школу. Восстановление жилых домов тормозили пожары 1536 и 1543 годов. Последний задел также церковь и ратушу, уничтожив древние документы.

## Памятники
В реестр охраняемых памятников Варминьско-Мазурского воеводства занесены:
- Город в пределах оборонительных стен XIV—XVIII вв.
- Костёл св. Варфоломея конца XIII—XIX вв.
- Церковь рождества Девы Марии 1885 г.
- Лютеранская кладбищенская церковь св. Георгия конца XVI века
- Иудейское кладбище около 1800, 2 половина XIX в.
- Замок конца XIV—XVI вв.
- Остатки городских укреплений XIV, XVIII в.
- Ратуша конца XIV—XVI вв.
- Дома 1 половины XIX в по ул. Осинского, 9, 10, 11, 12
- Дом по ул. Осинского, 23
- Дома конца XVIII в. по ул. Домбровского, 2, 3, 4, 5, 6
- Дома XVIII—XIX в по ул. Болеслава Храброго, 1, 2
- Дома XVIII в. по ул. Стефана, 2—2а
- Склад с фрагментом оборонительной стены середины XIX в.
- Городская водонапорная башня 1910 г.

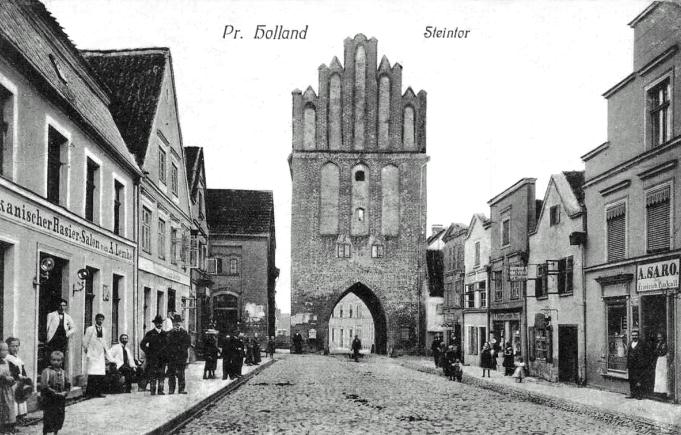
Каменные ворота, около 1900 г.
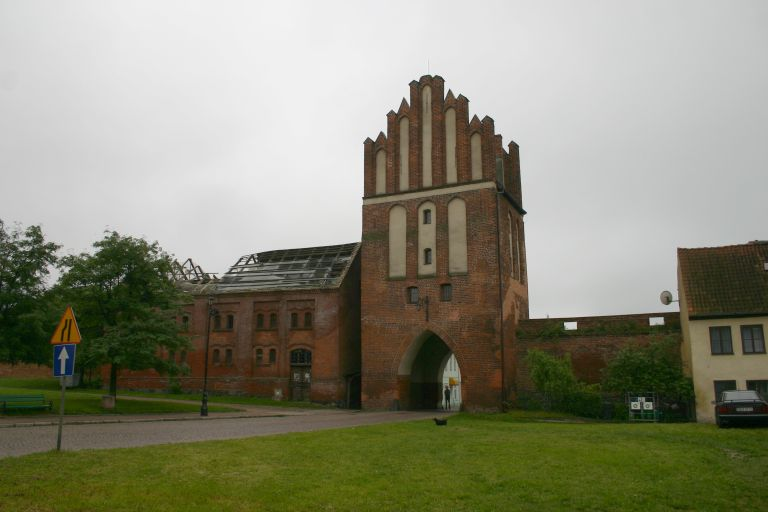
Каменные ворота в 2007 году
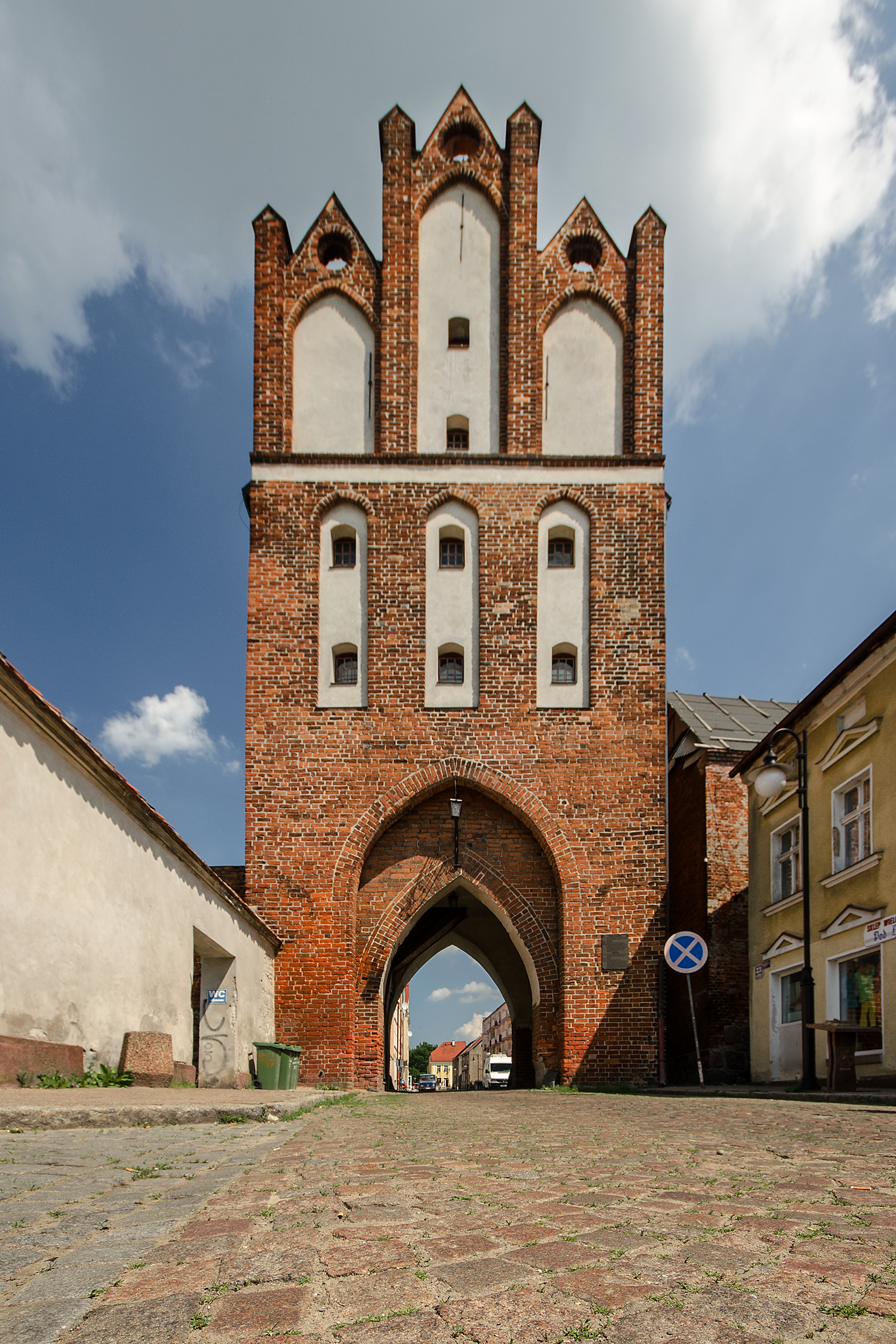
Городские ворота
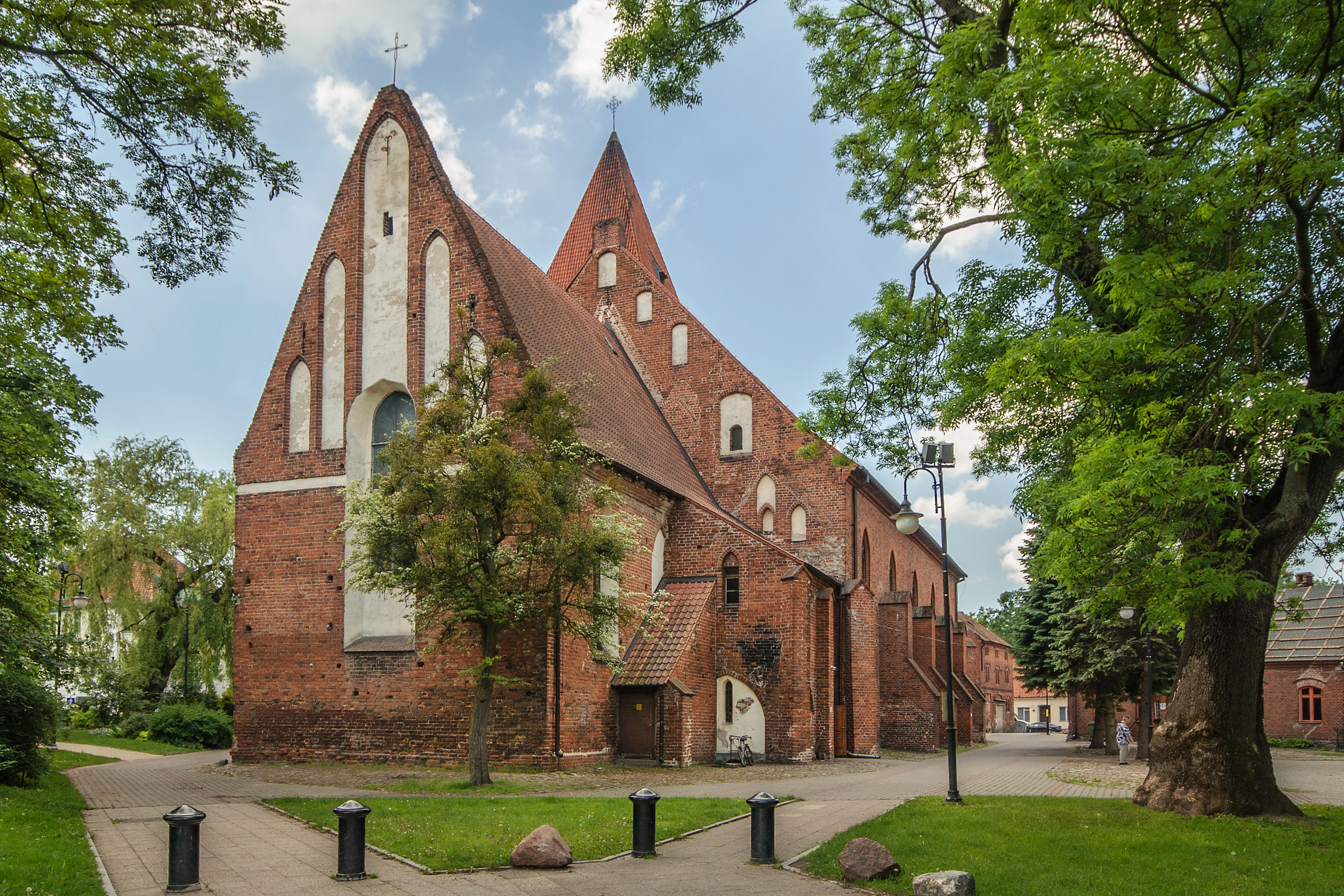
Городская церковь (до 1945 г. протестантская)
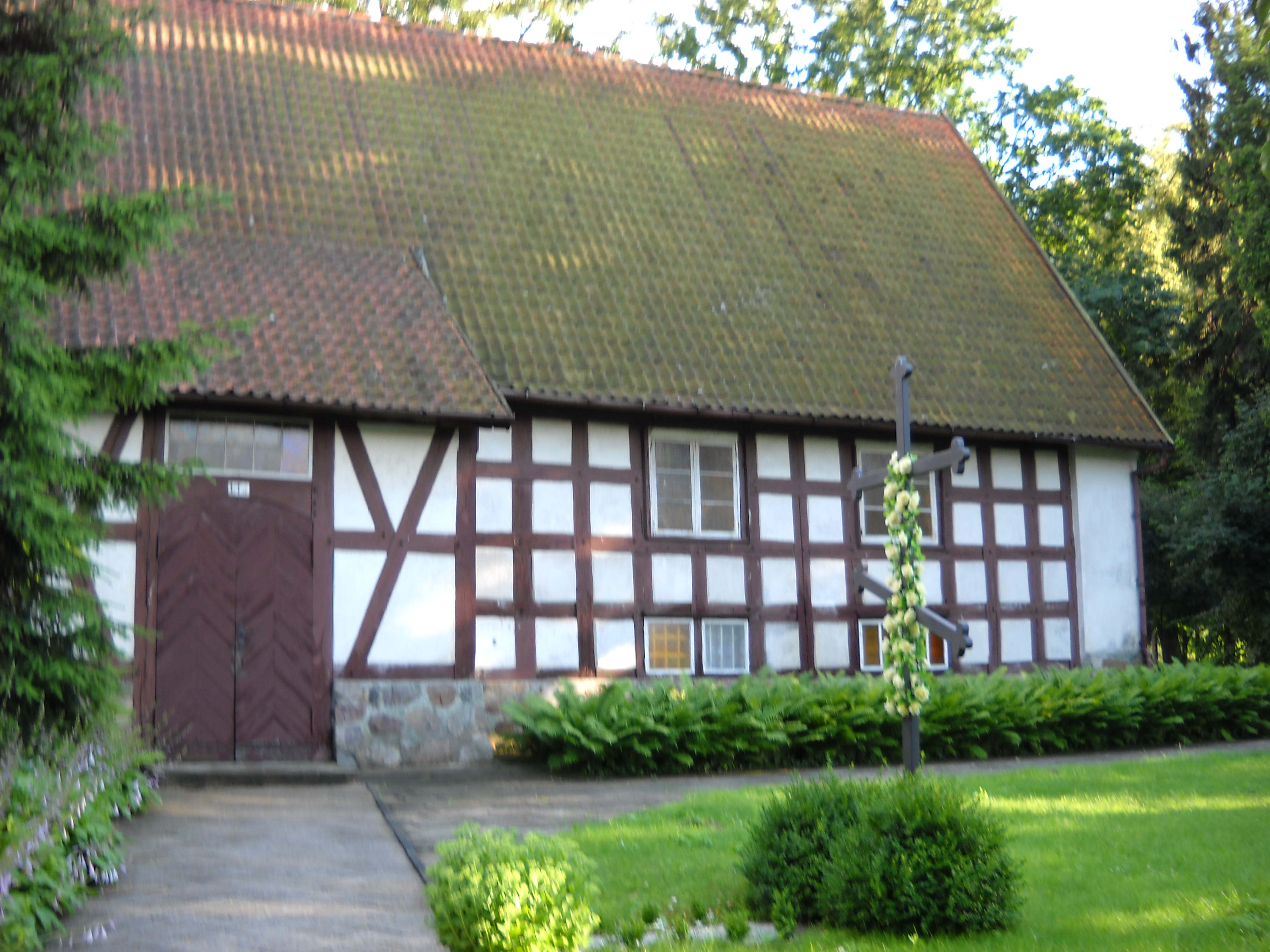
Молитвенный дом (ныне православный)
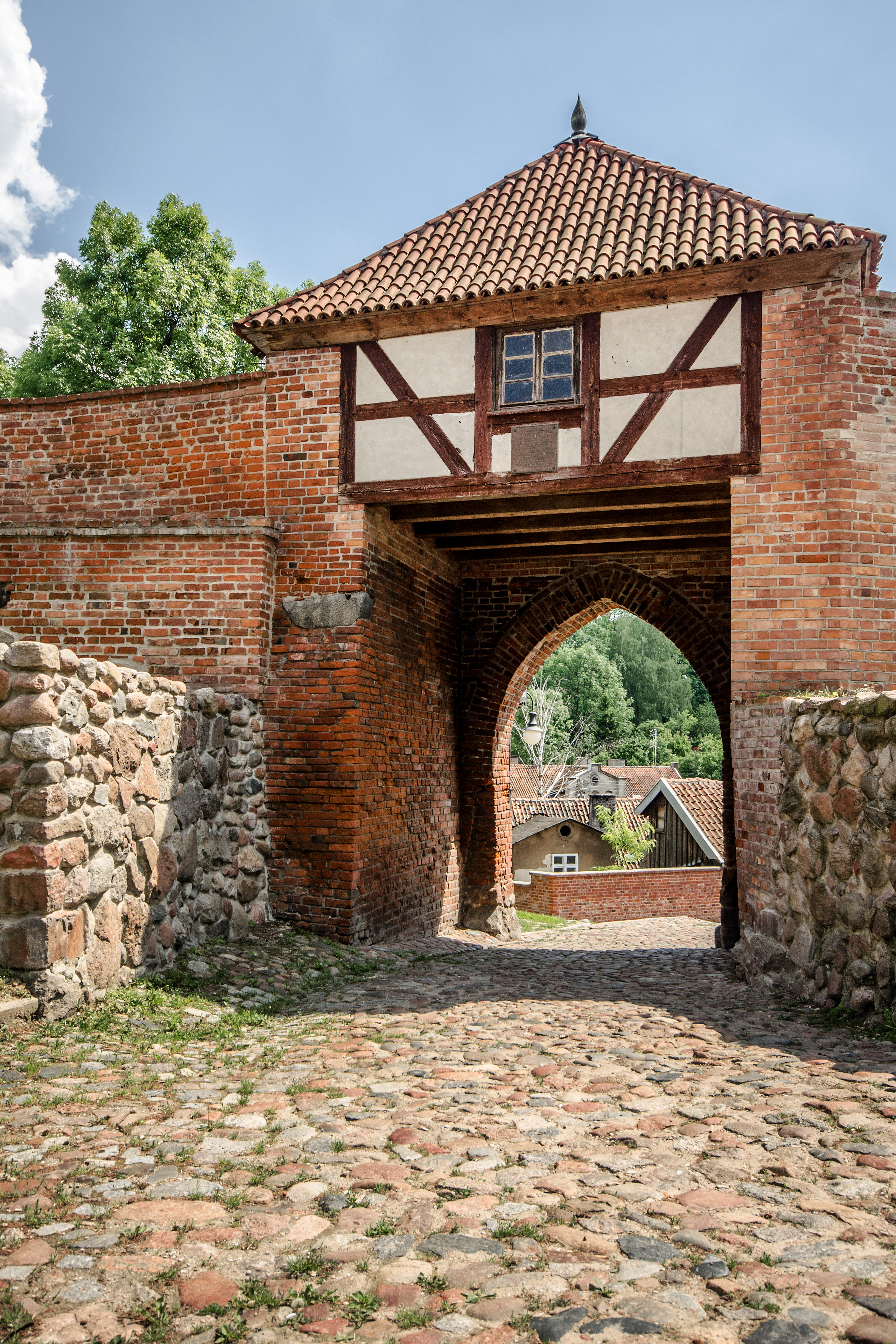
Средневековые городские ворота
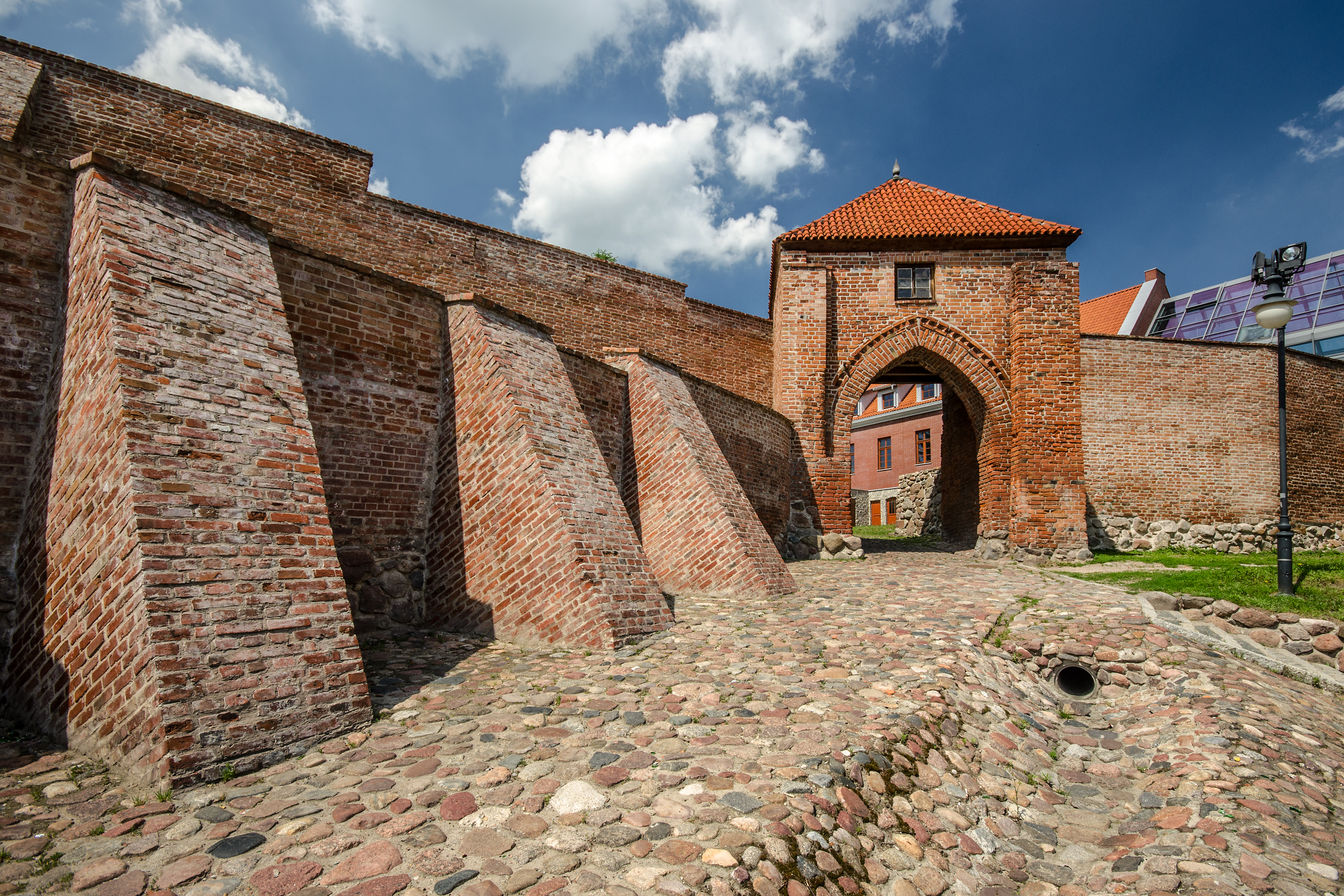
Средневековая городская стена
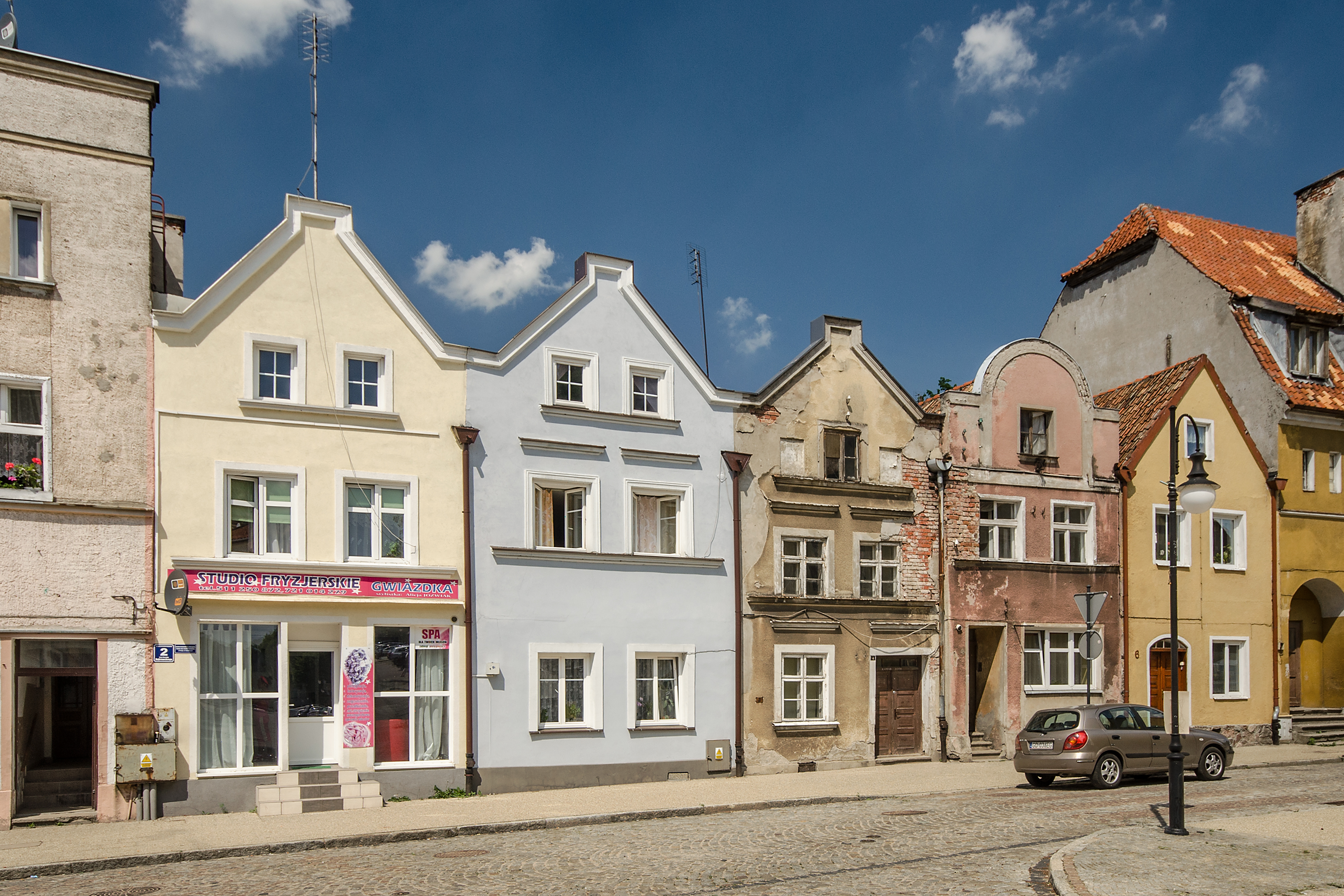
Участок дороги
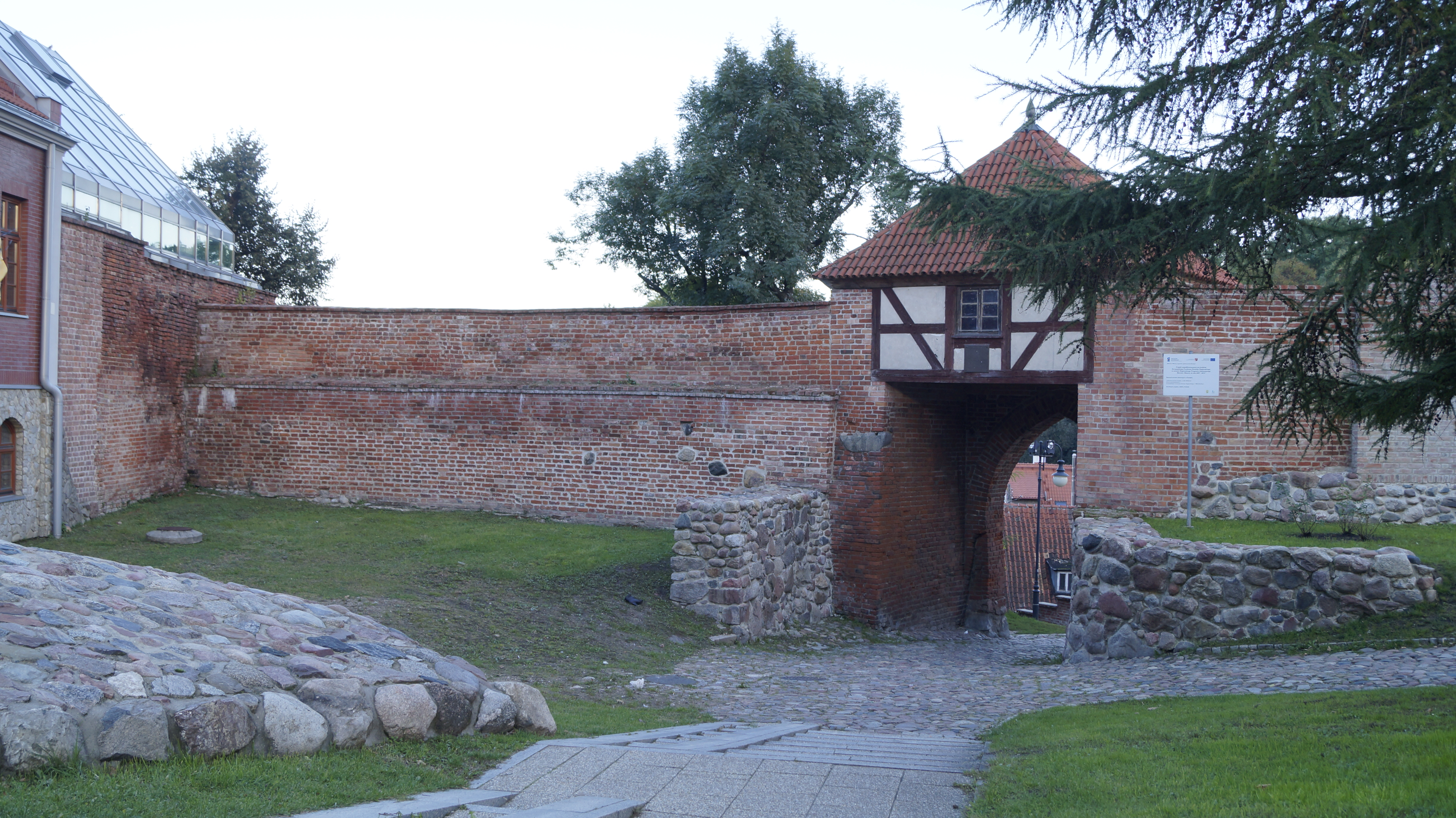
Остатки городских укреплений
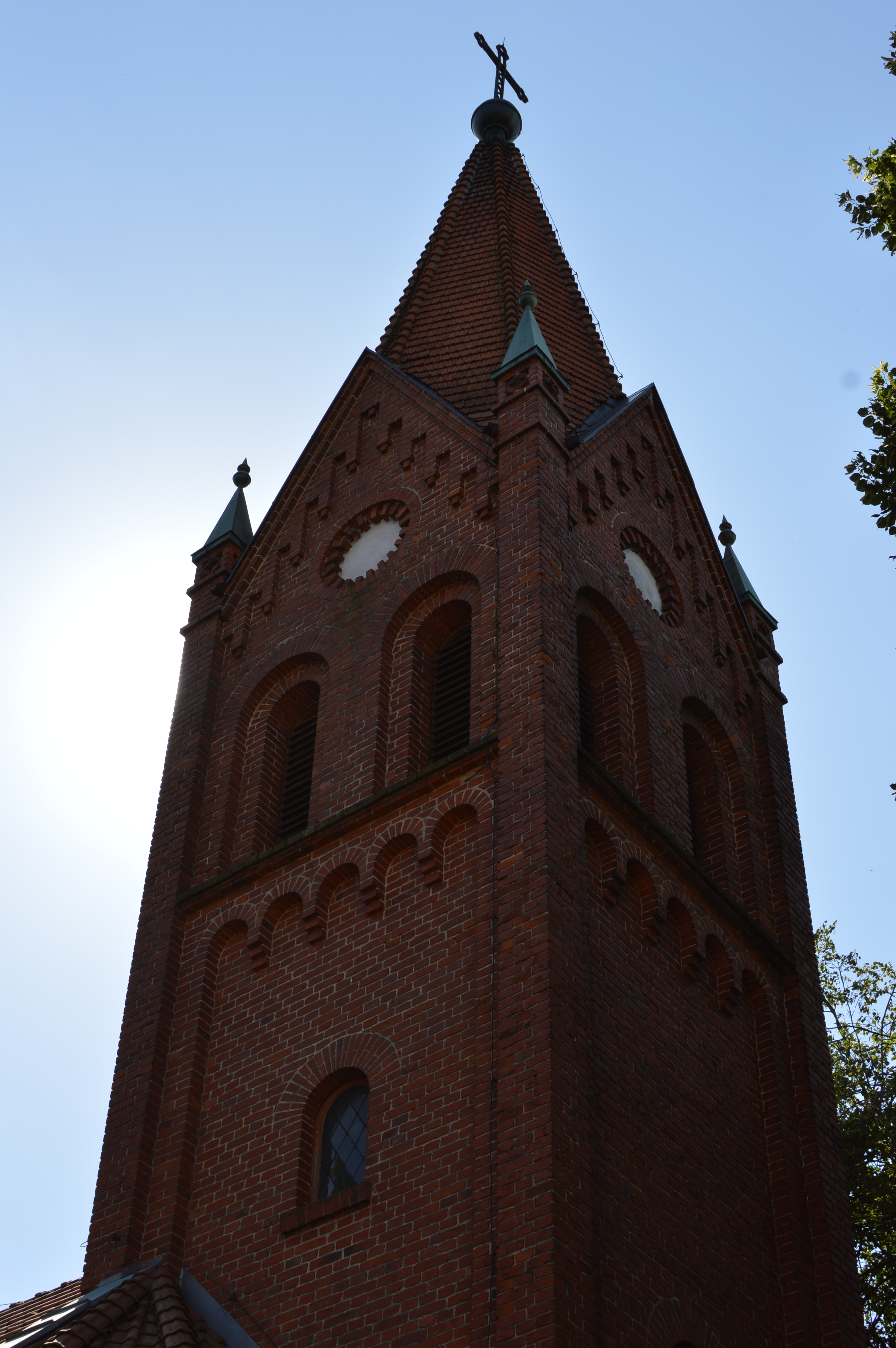
Церковь рождества Девы Марии
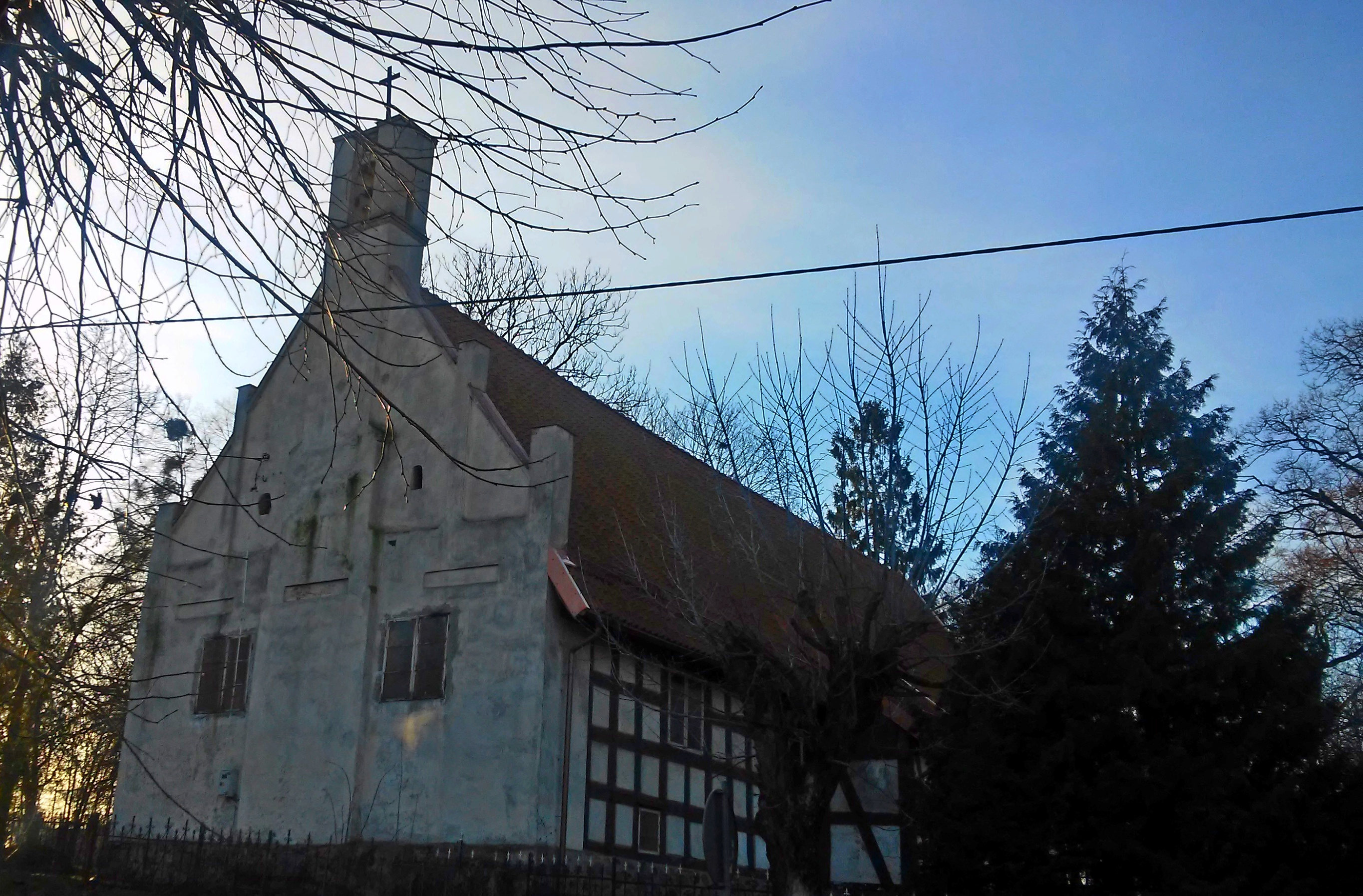
Лютеранская кладбищенская церковь св.Георгия
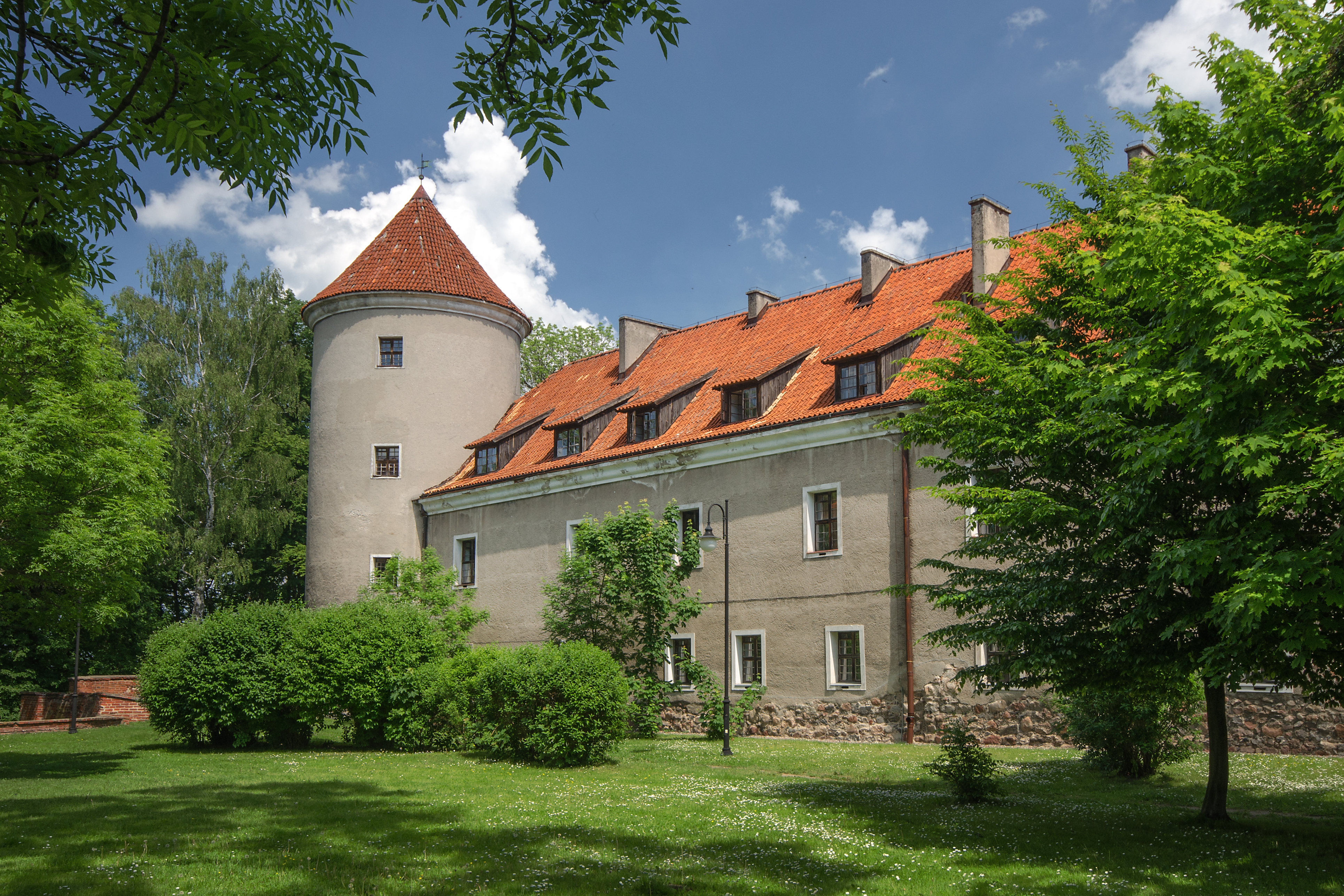
Замок
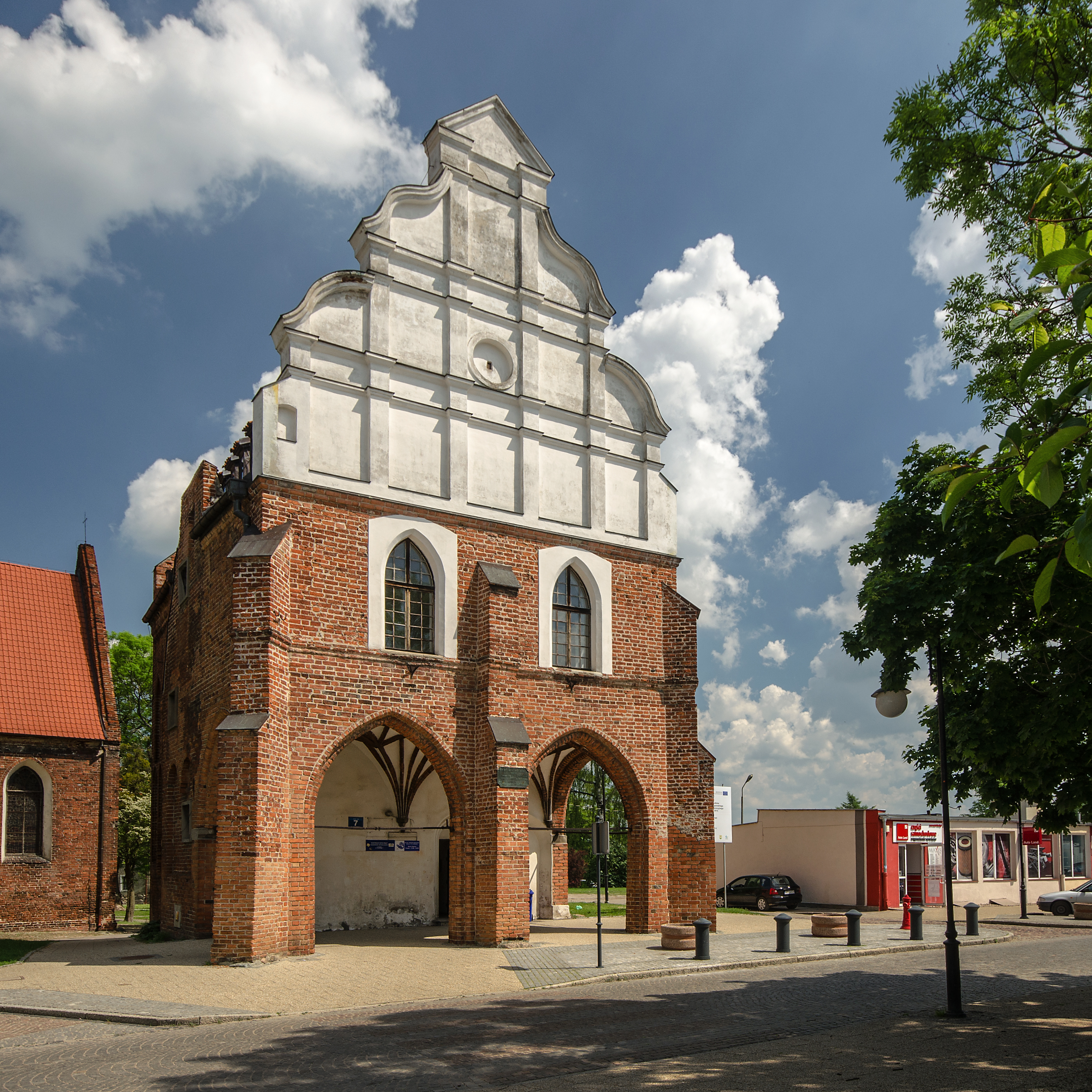
Ратуша